# 킴 모건 그린
킴 모건 그린(Kim Morgan Greene, 1960년 1월 1일 ~ )은 미국의 배우, 텔레비전 배우, 영화배우이다.
샬럿에서 태어났다.

## 영화
- 소울 서퍼 (2011년) - 팻시 리 브라운 역
- 스핀 (2007년)
- 후즈 유어 캐디? (2007년)
- 브랏츠 (2007년)
- 드리프트우드 (2006년)
- 해피 엔딩 (2005년) - 코니 역
- 미스 에이전트 2: 라스베가스 잠입사건 (2005년)
- 마인드 스톰 (1996년)
- 지킬 박사와 미스 하이드 (1995년)
- 소프트 킬 (1994년)
- 유혹의 함정 (1994년)
- 리조트 킬 (1994년)
- 못말리는 번디 가족 (1987년)
- 우리 생애 나날들 (1965년)